# Jastrabie pri Michalovciach
Jastrabie pri Michalovciach é um município da Eslováquia, situado no distrito de Michalovce, na região de Košice. Tem 5,74 km² de área e sua população em 2018 foi estimada em 284 habitantes.

## Demografia
| Ano:        | 1994 | 2004    | 2014    | 2024   |
| ----------- | ---- | ------- | ------- | ------ |
| Broj ljudi: | 286  | 338     | 293     | 287    |
| Razlika:    |      | +18,18% | -13,31% | -2,04% |

| Ano:               | 2023 | 2024   |
| ------------------ | ---- | ------ |
| Número de pessoas: | 289  | 287    |
| Diferença:         |      | -0,69% |